# Séverine Ferrer
Séverine Ferrer, född 31 oktober 1977, är en fransk sångerska. Hon föddes på ön Réunion i Indiska Oceanen och flyttade 1991 till Paris. Hon har haft en hitsingel, "Lola". Hon representerade Monaco i Eurovision Song Contest 2006 med La Coco-Dance, med vilken hon inte lyckades ta sig vidare från semifinalen utan kom där på 21:a plats (av 23 tävlande) med 14 poäng.